# Alexi Zentner

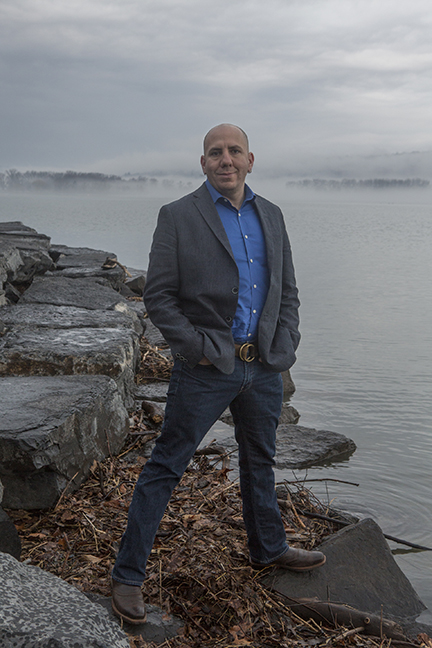
Alexi Zentner (2019)

Alexi Zentner (geboren 29. August 1973 in Kitchener (Ontario)) ist ein kanadisch-US-amerikanischer Schriftsteller. Er schreibt auch unter dem Pseudonym Ezekiel Boone.

## Leben
Alexi Zentner besuchte das Grinnell College (B.A.) und studierte anschließend an der Cornell University (M.F.A) Er arbeitete an der Cornell University und lehrt seither Literatur an der Binghamton University.
Seine Belletristik erschien unter anderem im The Atlantic Monthly und im  Narrative Magazine. Für die Kurzgeschichte Touch erhielt er 2008 den O.-Henry-Preis, das gleichnamige Romandebüt stand 2011 auf der Longlist des Scotiabank-Giller-Preises für kanadische Autoren. Unter dem Pseudonym Ezekiel Boone schreibt er Kriminalromane und Horrorgeschichten, unter anderem die Serie The Hatching, deren erste Folge in der französischen Übersetzung Éclosion 2019 den Prix Masterton erhielt.
Zentner lebt mit seiner Familie in Ithaca (New York).

## Werke (Auswahl)
- Touch. W. W. Norton & Company, 2011
  - Das Flüstern des Schnees. Übersetzung Werner Löcher-Lawrence. München : btb, 2013 ISBN 978-3-442-75289-8
- The Lobster Kings. W. W. Norton & Company, 2014
  - Die Hummerkönige : Roman.  Übersetzung Werner Löcher-Lawrence. München : btb, 2017 ISBN 978-3-442-71544-2
- Copperhead. Penguin Random House, 2019
  - Eine Farbe zwischen Liebe und Hass : Roman. Übersetzung Werner Löcher-Lawrence. Berlin : Suhrkamp, 2020 ISBN 978-3-518-76525-8

Ezekiel Boone
- The Hatching
  - Die Brut – Sie sind da : Thriller. Übersetzung Rainer Schmidt. Frankfurt am Main : Fischer, 2017
  - Sie sind da. Hörbuch gelesen von Wolfgang Wagner. Argon, 2017
- Skitter[1]
- Zero Day
- The Mansion
  - Die Brut – Die Zeit läuft : Thriller. Übersetzung Rainer Schmidt. Frankfurt am Main : Fischer, 2017
  - Die Zeit läuft. Hörbuch gelesen von Wolfgang Wagner. Argon, 2017
  - Die Brut – Das Ende naht : Thriller. Übersetzung Rainer Schmidt. Frankfurt am Main : Fischer, 2017
  - Das Ende naht. Hörbuch gelesen von Wolfgang Wagner. Argon, 2018